# Xanthorhoe thanataria
Xanthorhoe thanataria är en fjärilsart som beskrevs av Louis W. Swett 1916. Xanthorhoe thanataria ingår i släktet Xanthorhoe och familjen mätare. Inga underarter finns listade i Catalogue of Life.